# Ripley (Tennessee)
Ripley è una città degli Stati Uniti d'America, situata nello Stato del Tennessee, nella contea di Lauderdale, della quale è il capoluogo.
Il nome della città è un riferimento al generale Eleazer Wheelock Ripley.